# Чемпіонат Болгарії з футболу 1925
Державний чемпіонат Болгарії 1925 — 2-й сезон найвищого рівня футбольних змагань Болгарії. Чемпіоном вперше став Владислав.

## Перший раунд
Клуби Левські (Софія) та БП 25 (Пловдив) пройшли до наступного раунду після жеребкування.
| Команда 1         | Рахунок | Команда 2         |
| ----------------- | ------- | ----------------- |
| Левські (Дупниця) | 5:0     | Орел (Враца)      |
| Владислав (Варна) | 3:0     | Асеновец (Сливен) |

## 1/2 фіналу
| Команда 1         | Рахунок | Команда 2         |
| ----------------- | ------- | ----------------- |
| Владислав (Варна) | 4:0     | Левські (Дупниця) |
| БП 25 (Пловдив)   | 0:4     | Левські (Софія)   |

## Фінал
| Команда 1       | Рахунок | Команда 2         |
| --------------- | ------- | ----------------- |
| 30 серпня 1925  |         |                   |
| Левські (Софія) | 0:2     | Владислав (Варна) |